# Emanuele Pirro
Emanuele Pirro (Roma, 12 gennaio 1962) è un ex pilota automobilistico italiano, che ha gareggiato in Formula 1, in Turismo e soprattutto nelle corse di durata come la 24 Ore di Le Mans, da lui vinta cinque volte. Due volte campione italiano Karting, campione tricolore F.Abarth 1980, due volte Campione Italiano Turismo, due volte campione italiano assoluto, campione Turismo tedesco nel 1996, ha ottenuto i maggiori successi nella categoria endurance: oltre alle vittorie a Le Mans, è due volte campione American Le Mans Series 2001-2005, due volte vincitore della 12 Ore di Sebring, tre volte vincitore della Petit Le Mans, una volta vincitore della 24 Ore del Nurburgring, due volte vincitore della Macao Guia Race (Turismo) e due volte vincitore Goodwood Historic TT Trophy.
Ha preso parte a non meno di cinquecento competizioni nazionali e internazionali.
Dal 2023 fino al aprile 2024 è stato responsabile del McLaren Young Driver Programme. 

## Biografia
Nato a Roma, Emanuele Pirro è originario da parte di madre di Latera, paesino della provincia di Viterbo dove trascorre le estati della sua infanzia. È sposato con Marlene, dalla quale ha avuto due figli, Cristoforo, nato nel 1993 (ingegnere meccanico, attualmente performance engineer in F1) e Goffredo, nato nel 1996 (ingegnere meccanico, con specializzazione nel Motorsport).

## Carriera
Inizia da professionista nel 1980 dopo aver corso per sette stagioni in kart, dove è stato per due volte campione italiano e anche vicecampione continentale e mondiale. Vince gare in tutte le categorie d'avvicinamento alla F.1 dell'automobilismo internazionale, tra le quali la F.3, la F.2, il SuperTurismo e la F.3000.

### Formula 1
Nel 1988 diviene pilota collaudatore per la McLaren-Honda, svolgendo essenzialmente test di motore per conto dei giapponesi sulla pista di Suzuka.

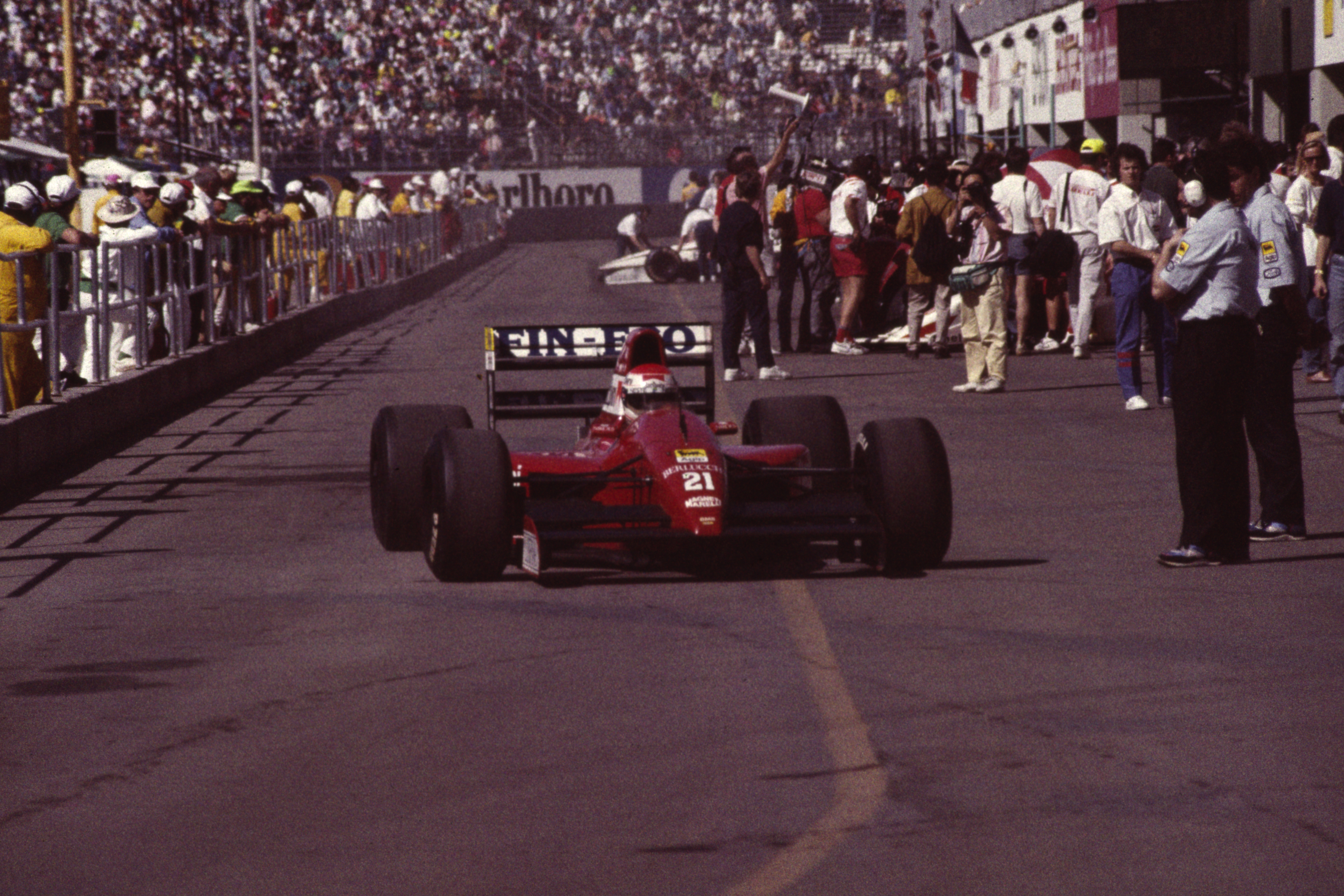
Emanuele Pirro impegnato nel Gran Premio degli Stati Uniti 1991.

La sua carriera in Formula 1 inizia nel Gran Premio di Francia 1989 con la Benetton-Ford, al posto di Johnny Herbert. Nel biennio 1990-91 corre con la BMS Dallara.
In parallelo alle monoposto dal 1985 gareggia anche nelle competizioni a ruote coperte, correndo per la Bmw fino al 1993, tra Dtm, SuperTurismo italiano e vari campionati internazionali, compiendo lo storico passaggio ai colori Audi dal 1994. 
Per la Casa degli Anelli milita nel Campionato italiano SuperTurismo 1994-1995, correndo anche nella serie tedesca nel 1994, nel 1996-1998.

### Endurance
Il 1998 è anche l'anno del suo ritorno nel giro endurance - dove aveva debuttato su Lancia Beta Montecarlo alla 24 Ore di Daytona 1981, vincendo la sua categoria -, dapprima con una McLaren Gtr con la quale prende parte in equipaggio con Thomas Bscher e Dindo Capello alla 24 Ore di Le Mans, dove aveva esordito già nel 1981 su Lancia-Martini.
Dal 1999 fa quindi parte dell'avventura Audi nelle corse di durata, dando vita alla squadra più vincente nella storia endurance.
In particolare il debutto avviene alla 24 Ore di Le Mans 1999 con un buon 3º posto in coppia con Frank Biela e Didier Theys.
La prima vittoria nella classicissima della Sarthe è datata 2000 con l'Audi R8, con lo stesso Biela e Tom Kristensen. A bordo della stessa auto, vince anche la 12 Ore di Sebring. Nel 2001 rivince la 24 Ore di Le Mans e conquista il campionato American Le Mans Series. Nel 2002 vince ancora la maratona francese; dal 2003 al 2005 arriva invece tre volte terzo; sempre nel 2005, vince il campionato American Le Mans Series. Nel 2006 l'Audi ritorna ufficialmente con la nuova R10 e Pirro vince la 24 Ore, per la prima volta con una motorizzazione diesel, per poi ripetersi nel 2007. Nel 2007 vince anche la 12 Ore di Sebring.
Nelle file dell'Audi milita in tutti i principali campionati europei e americani, a partire dalla American Le Mans Series all'European Le Mans Series. 
La sua permanenza con la Casa di Ingolstadt si protrae fino alla stagione 2008.
Vincitore nel 2010 con Edison2 del "X-Prize Competition 100Mpg-e" di US$10M.

### Dirigente
Nel 2010 abbandona le gare endurance per dedicarsi alle competizioni per vetture storiche e a una molteplice serie di attività, tra le quali i ruoli di ambasciatore Audi, membro commissione piloti Fia, membro commissione circuiti Fia, membro commissione vetture storiche Fia, membro commissione circuiti e sicurezza Aci Sport, vicepresidente del Grand Prix Drivers Club, associazione degli ex piloti F.1, vicepresidente Club des Pilotes del 24 Heures du Mans.
Quindi è commissario sportivo Fia per la F.1, opinionista sportivo Tv per la F.1, prende parte in veste di guest speaker a eventi per aziende multinazionali. Ha commentato per la RAI alcune gare di Formula 1.
Dal 2016 al 2020 è presidente della Commissione Karting di Aci Sport, e a gennaio 2021 viene nominato supervisore della Scuola Federale ACI Sport "Michele Alboreto".
Da più di 25 anni è membro della Nazionale piloti e dello "Star Team for the Children" del principe Alberto di Monaco.
Opera nel settore alberghiero, dove è proprietario del Faloria Mountain Spa Resort, a Cortina d'Ampezzo.

## Risultati

### Formula 1
| 1989 | Scuderia | Vettura     |  |  |  |  |  |  |   |    |     |   |    |     |     |     |     |   |  | Punti | Pos. |
| ---- | -------- | ----------- |  |  |  |  |  |  | - | -- | --- | - | -- | --- | --- | --- | --- | - |  | ----- | ---- |
| 1989 | Benetton | B188 e B189 |  |  |  |  |  |  | 9 | 11 | Rit | 8 | 10 | Rit | Rit | Rit | Rit | 5 |  | 2     | 23º  |

| 1990 | Scuderia        | Vettura |  |  |     |     |     |     |     |    |     |    |     |     |    |     |     |     |  | Punti | Pos. |
| ---- | --------------- | ------- |  |  | --- | --- | --- | --- | --- | -- | --- | -- | --- | --- | -- | --- | --- | --- |  | ----- | ---- |
| 1990 | Scuderia Italia | 190     |  |  | Rit | Rit | Rit | Rit | Rit | 11 | Rit | 10 | Rit | Rit | 15 | Rit | Rit | Rit |  | 0     |      |

| 1991 | Scuderia        | Vettura |     |    |     |   |   |     |     |    |    |     |   |    |    |    |     |   |  | Punti | Pos. |
| ---- | --------------- | ------- | --- | -- | --- | - | - | --- | --- | -- | -- | --- | - | -- | -- | -- | --- | - |  | ----- | ---- |
| 1991 | Scuderia Italia | 191     | Rit | 11 | NPQ | 6 | 9 | NPQ | NPQ | 10 | 10 | Rit | 8 | 10 | 15 | 15 | Rit | 7 |  | 1     | 18º  |

| Legenda | 1º posto     | 2º posto | 3º posto    | A punti         | Senza punti/Non class.  | Grassetto – Pole position Corsivo – Giro più veloce |
| Legenda | Squalificato | Ritirato | Non partito | Non qualificato | Solo prove/Terzo pilota | Grassetto – Pole position Corsivo – Giro più veloce |

### 24 Ore di Le Mans
| Anno | Classe | N° | Gomme | Vettura                                           | Squadra                            | Co-piloti                        | Giri | Pos. Assol. | Pos. di Classe |
| ---- | ------ | -- | ----- | ------------------------------------------------- | ---------------------------------- | -------------------------------- | ---- | ----------- | -------------- |
| 1981 | Gr.5   | 67 | P     | Lancia Beta Montecarlo Turbo Lancia 1.4L Turbo I4 | Martini Racing                     | Beppe Gabbiani                   | 47   | DNF         | DNF            |
| 1998 | GT1    | 41 | G     | McLaren F1 GTR BMW S70 6.0L V12                   | Gulf team Davidoff GTC Competition | Dr Thomas Bscher Rinaldo Capello | 228  | DNF         | DNF            |
| 1999 | LMP    | 8  | M     | Audi R8R Audi 3.6L Turbo V8                       | Audi Sport Team Joest              | Frank Biela Didier Theys         | 360  | 3°          | 2°             |
| 2000 | LMP900 | 8  | M     | Audi R8 Audi 3.6L Turbo V8                        | Audi Sport Team Joest              | Frank Biela Tom Kristensen       | 368  | 1°          | 1°             |
| 2001 | LMP900 | 1  | M     | Audi R8 Audi 3.6L Turbo V8                        | Audi Sport Team Joest              | Frank Biela Tom Kristensen       | 321  | 1°          | 1°             |
| 2002 | LMP900 | 1  | M     | Audi R8 Audi 3.6L Turbo V8                        | Audi Sport Team Joest              | Frank Biela Tom Kristensen       | 375  | 1°          | 1°             |
| 2003 | LMP900 | 6  | M     | Audi R8 Audi 3.6L Turbo V8                        | Champion Racing                    | JJ Lehto Stefan Johansson        | 372  | 3°          | 1°             |
| 2004 | LMP1   | 2  | M     | Audi R8 Audi 3.6L Turbo V8                        | ADT Champion Racing                | JJ Lehto Marco Werner            | 368  | 3°          | 3°             |
| 2005 | LMP1   | 2  | M     | Audi R8 Audi 3.6L Turbo V8                        | ADT Champion Racing                | Frank Biela Allan McNish         | 364  | 3°          | 3°             |
| 2006 | LMP1   | 8  | M     | Audi R10 TDI Audi TDI 5.5L Turbo V12 (Diesel)     | Audi Sport Team Joest              | Frank Biela Marco Werner         | 380  | 1°          | 1°             |
| 2007 | LMP1   | 1  | M     | Audi R10 TDI Audi TDI 5.5L Turbo V12 (Diesel)     | Audi Sport Team Joest              | Frank Biela Marco Werner         | 369  | 1°          | 1°             |
| 2008 | LMP1   | 1  | M     | Audi R10 TDI Audi TDI 5.5L Turbo V12 (Diesel)     | Audi Sport Team Joest              | Frank Biela Marco Werner         | 367  | 6°          | 6°             |
| 2010 | LMP1   | 11 | M     | Lola B09/60 Audi Judd GV5.5 S2 5.5L V10           | Drayson Racing                     | Paul Drayson Jonny Cocker        | 254  | NC          | NC             |

### Formula 2
| Stagione | Team                  | 1     | 2     | 3     | 4      | 5     | 6       | 7       | 8       | 9     | 10    | 11    | Punti | Pos. |
| -------- | --------------------- | ----- | ----- | ----- | ------ | ----- | ------- | ------- | ------- | ----- | ----- | ----- | ----- | ---- |
| 1984     | Onyx Race Engineering | SIL 6 | HOC 4 | THR 4 | VAL 12 | MUG 4 | PAU Rit | HOC Rit | MIS Rit | PER 6 | DON 2 | BHR 6 | 18    | 6º   |

### Formula 3000 giapponese
| Anno | Team                       | 1     | 2       | 3       | 4     | 5     | 6     | 7     | 8     | Punti   | Pos. |
| ---- | -------------------------- | ----- | ------- | ------- | ----- | ----- | ----- | ----- | ----- | ------- | ---- |
| 1988 | Middle-Bridge Team Le Mans | SUZ 9 | FSW 5   | NIS 2   | SUZ 4 | SUG 2 | FSW 4 | SUZ 3 | SUZ 4 | 25 (27) | 3º   |
| 1989 | Italya Nikkei Team Le Mans | SUZ 5 | FSW Rit | NIS Rit | SUZ 1 | SUG   | FSW   | SUZ   | SUZ   | 11      | 6º   |

### Super Tourenwagen Cup
| Anno | Team                       | Auto                        | 1        | 2       | 3         | 4        | 5        | 6         | 7        | 8         | 9        | 10      | 11        | 12        | 13       | 14        | 15       | 16      | 17       | 18        | 19       | 20       | Punti | Pos. |
| ---- | -------------------------- | --------------------------- | -------- | ------- | --------- | -------- | -------- | --------- | -------- | --------- | -------- | ------- | --------- | --------- | -------- | --------- | -------- | ------- | -------- | --------- | -------- | -------- | ----- | ---- |
| 1994 | Racing Organisation Course | Audi 80 Quattro Competition | AVU 2    | WUN 3   | ZOL 3     | ZAN 2    | ÖST 4    | SAL Rit   | SPA 5    | NÜR 2     |          |         |           |           |          |           |          |         |          |           |          |          | 87    | 3º   |
| 1995 | Racing Organisation Course | Audi A4 Quattro             | ZOL 1    | ZOL 2   | SPA 1     | SPA 2    | ÖST 1    | ÖST 2     | HOC 1    | HOC 2     | NÜR 1    | NÜR 2   | SAL 1     | SAL 2     | AVU 1 10 | AVU 2 7   | NÜR 1    | NÜR 2 1 |          |           |          |          | 105   | 16º  |
| 1996 | A.Z.K./ROC                 | Audi A4 Quattro             | ZOL 1    | ZOL 2 1 | ASS 1 3   | ASS 2    | HOC 1    | HOC 2 1   | SAC 1 3  | SAC 2 1   | WUN 1 2  | WUN 2 1 | ZWE 1 2   | ZWE 2 3   | SAL 1 8  | SAL 2 10  | AVU 1 4  | AVU 2 1 | NÜR 1    | NÜR 2 1   |          |          | 678   | 1º   |
| 1997 | A.Z.K./ROC                 | Audi A4 Quattro             | HOC 1 11 | HOC 2 9 | ZOL 1 4   | ZOL 2 10 | NÜR 1 20 | NÜR 2 7   | SAC 1 6  | SAC 2 Rit | NOR 1 5  | NOR 2 3 | WUN 1 Rit | WUN 2 Rit | ZWE 1 4  | ZWE 2 1   | SAL 1 13 | SAL 2 7 | REG 1 19 | REG 2 11  | NÜR 1 13 | NÜR 2 10 | 357   | 6º   |
| 1998 | Abt Sportsline Team Audi   | Audi A4                     | HOC 1 16 | HOC 2 7 | NÜR 1 Rit | NÜR 2 13 | SAC 1 17 | SAC 2 Rit | NOR 1 19 | NOR 2 19  | REG 1 13 | REG 2 8 | WUN 1 Rit | WUN 2 Rit | ZWE 1 14 | ZWE 2 Rit | SAL 1 7  | SAL 2   | OSC 1 7  | OSC 2 Rit | NÜR 1 10 | NÜR 2 12 | 205   | 16º  |